# Gouvernement Denkov
République de Bulgarie
Donev II Glavtchev I
Le gouvernement Denkov (en bulgare : Правителство на Николай Денков) est le gouvernement de la république de Bulgarie entre le 6 juin 2023 et le 9 avril 2024, sous la 49e législature de l'Assemblée nationale.
Il est dirigé par le libéral Nikolaï Denkov et formé après les élections législatives anticipées du 2 avril 2023. Il se compose de 19 ministres, dont une porte le titre de vice-Première ministre.
Majoritaire à l'Assemblée nationale, il est constitué d'une coalition entre les alliances Nous continuons le changement - Bulgarie démocratique et GERB-SDS.
Il succède au deuxième gouvernement du Premier ministre de transition Galab Donev, qui assumait la gestion des affaires courantes depuis les élections législatives anticipées du 2 octobre 2022, qui n'avaient pas permis de forger une majorité parlementaire. Conformément à l'accord de coalition, Nikolaï Denkov démissionne afin de favoriser l'accession de Mariya Gabriel à la primature, mais les formations constituant l'exécutif échouent à se mettre d'accord sur un nouveau gouvernement. Un nouveau gouvernement de transition sous l'autorité de Dimitar Glavtchev est donc installé avec pour mission d'organiser les élections anticipées du 9 juin 2024.

## Historique du mandat
Ce gouvernement est dirigé par le nouveau Premier ministre centriste Nikolaï Denkov, anciennement ministre de l'Éducation du gouvernement Petkov. Il est constitué et soutenu par une coalition entre Nous continuons le changement (PP), Bulgarie démocratique (DB), Citoyens pour le développement européen de la Bulgarie (GERB) et Union des forces démocratiques (SDS). Ensemble, ils disposent de 133 députés sur 240, soit 55,42 % des sièges.
Il est formé à la suite des élections législatives anticipées du 2 avril 2023.
Il succède au second gouvernement de technocrates de Galab Donev, investi après l'échec des forces politiques à constituer un gouvernement de plein exercice à la suite des élections du 2 octobre 2022.

### Formation
Après plusieurs jours d'intenses négociations entre le GERB et le PP-DB à la suite des élections législatives bulgares de 2023, un accord est annoncé à la surprise générale le 22 mai. L'accord prévoit la formation d'un gouvernement de coalition composé d'experts apolitiques pour une période d'au moins dix-huit mois, avec une rotation tous les neuf mois du Premier ministre et d'un vice-Premier ministre entre membres du PP et du GERB. Le DB assure quant à lui un soutien sans participation au gouvernement. Mariya Gabriel est désignée vice-Première ministre et ministre des Affaires étrangères,.
C'est la première fois depuis le début de la crise politique initiée deux ans plus tôt qu'un parti de l'opposition à Boïko Borissov accepte de former une coalition avec le GERB. Les partis membres de l'accord justifient leur décision par le besoin de mettre fin à l'impasse politique ayant conduit à la tenue de scrutins à répétition — cinq élections en trois ans.
Outre la gestion des problèmes économiques urgents auxquels est confrontée la Bulgarie en pleine crise inflationniste mondiale, le nouveau gouvernement est chargé de mettre en œuvre les réformes judiciaires, économiques et constitutionnelles nécessaires pour aligner le pays sur le reste des membres de l'Union européenne et atteindre notamment son objectif d'intégration de la zone euro. La participation des deux blocs rivaux au gouvernement doit par ailleurs permettre la modification de la loi électorale afin d'instaurer le vote électronique, dans le but affiché de lutter contre la fraude électorale,.
La composition gouvernementale est annoncée le 2 juin, à la suite de quoi le gouvernement est investi (par 134 voix favorables) et assermenté le 6 juin,.

### Succession
Les premières tensions apparaissent en novembre 2023 après des désaccords sur le budgets et les demandes du GERB d'opérer un remaniement, notamment pour remplacer le ministre des Finances. Le GERB menaçant ainsi de retirer sa confiance au gouvernement. Denkov démissionne le 5 mars 2024, dans le cadre de l'accord de rotation. Sa démission est acceptée dès le lendemain par le Parlement.
Le 18 mars, Mariya Gabriel est chargée de former un gouvernement. Elle présente son gouvernement dès le lendemain. Le 26 mars, les deux partenaires de coalition échouent cependant à former un nouveau gouvernement. Le jour même, alors que Gabriel rend son mandat, le PP-DB propose au GERB de partager le deuxième mandat, de choisir un Premier ministre mutuellement acceptable issu du GERB mais sans remanier le gouvernement, ce que le GERB refuse. Le PP-DB ayant annoncé qu'en cas de réponse négative du GERB, il rendra son mandat dès qu'il l'aura reçu, la perspective de nouvelles élections devient probable. Denkov rend comme convenu le mandat le lendemain dès qu'il le reçoit. Le 28 mars, le président Radev confie le troisième et dernier mandat à Il y a un tel peuple, qui rend immédiatement le mandat après l'avoir reçu, ce qui provoque la tenue de nouvelles élections.
En vertu de la réforme constitutionnelle de décembre 2023, le Premier ministre du gouvernement d'intérim sera par ailleurs toujours désigné par le président de la République, mais ce dernier ne pourra choisir que parmi une liste prédéfinie de personnalités composée du président de l'Assemblée nationale, du gouverneur et des vice-gouverneurs de la banque centrale, du président et des vice-présidents de la Cour des comptes et du défenseur des droits et son adjoint,,,. Les pouvoirs du gouvernement intérimaire sont par ailleurs limités et l'Assemblée sortante reste en place jusqu'à l'élection de la nouvelle. Le 30 mars, à l'issue de consultations, le président Radev charge le président de la Cour des comptes Dimitar Glavtchev de former un gouvernement intérimaire d'ici le 6 avril,.

## Composition
| Poste                                                     | Titulaire | Titulaire           | Parti |
| --------------------------------------------------------- | --------- | ------------------- | ----- |
| Premier ministre                                          |           | Nikolaï Denkov      | PP    |
| Vice-Première ministre Ministre des Affaires étrangères   |           | Mariya Gabriel      | GERB  |
| Ministre des Finances                                     |           | Assen Vassilev      | PP    |
| Ministre de l'Intérieur                                   |           | Kalin Stoyanov      | Sans  |
| Ministre du Développement régional et des Travaux publics |           | Andrey Tsekov       | PP    |
| Ministre du Travail et de la Politique sociale            |           | Ivanka Shalapatova  | Sans  |
| Ministre de la Défense                                    |           | Todor Tagarev       | Sans  |
| Ministre de la Justice                                    |           | Atanas Slavov       | DB    |
| Ministre de l'Éducation et de la Science                  |           | Galin Tsokov        | Sans  |
| Ministre de la Santé                                      |           | Hristo Hinkov       | Sans  |
| Ministre de la Culture                                    |           | Krastyu Krastev     | Sans  |
| Ministère de l'Environnement et de l'Eau                  |           | Julian Popov        | Sans  |
| Ministre de l'Agriculture                                 |           | Kiril Marinov Vatev | Sans  |
| Ministre des Transports et des Communications             |           | Georgi Gvozdeikov   | PP    |
| Ministre de l'Économie et de l'Industrie                  |           | Bogdan Bogdanov     | Sans  |
| Ministre de la Croissance et de l'Innovation              |           | Milena Stoycheva    | Sans  |
| Ministre de l'Énergie                                     |           | Roumen Radev        | Sans  |
| Ministre de l'Administration numérique                    |           | Alexander Yolovski  | Sans  |
| Ministre du Tourisme                                      |           | Zaritsa Dinkova     | Sans  |
| Ministre des Sports                                       |           | Dimitar Iliev       | PP    |